# Pedro Arrupe
Pedro Arrupe SJ (hiszp. Pedro de Arrupe y Gondra) (ur. 14 listopada 1907 w Bilbao, zm. 5 lutego 1991 w Rzymie) – 28. przełożony generalny Towarzystwa Jezusowego.

## Dzieciństwo i młodość
Pedro Arrupe urodził się w Kraju Basków. Uczęszczał do Santiago Apostol College w Bilbao. Następnie przeniósł się do Madrytu, gdzie rozpoczął studia medyczne na Universidad Complutense. Zaprzyjaźnił się tam z Severo Ochoą, który w 1959 został laureatem nagrody Nobla z medycyny. Jednym z jego wykładowców był Juan Negrín, pionier w fizjologii, który był później premierem Republiki Hiszpańskiej podczas wojny domowej.

## Japonia – Hiroszima
O. Arrupe pracował jako misjonarz w Japonii, gdy wybuchła II wojna światowa. Atak Japończyków na Pearl Harbor na Hawajach miał miejsce 7 grudnia 1941, w Japonii był już 8 grudnia, święto Niepokalanego Poczęcia Maryi. Podczas odprawiania mszy Arrupe został aresztowany i prewencyjnie uwięziony. Jego głębokie skupienie, rozmodlenie i brak agresywnych zachowań, zyskały uznanie w oczach strażników więziennych i sędziów. Po miesiącu został zwolniony z więzienia. Okres ten wspominał jako jeden z najbardziej znaczących w życiu duchowym.
Został mianowany przełożonym jezuitów w Japonii i mistrzem nowicjatu w 1942. Nowicjat znajdował się na przedmieściach Hiroszimy. 6 sierpnia 1945 na miasto spadła bomba atomowa. Jako jeden z pierwszych lekarzy dotarł z pomocą do centrum. Wrażenia podsumował tak: to pozahistoryczne doświadczenie na trwałe naznaczyło moją pamięć. Niosąc pomoc medyczną poranionym i umierającym, przekształcił dom nowicjatu w szpital polowy dla ponad 200 ciężko poparzonych.
W latach 1958–1965 był pierwszym prowincjałem jezuitów w Japonii.

## Przełożony generalny
Na XXXI Kongregacji Generalnej w 1965 został wybrany 28. przełożonym generalnym. Wypełniał te obowiązki do 1983. Szczególnie ważnym momentem jego rządów była zwołana w 1975 XXXII Kongregacja Generalna.
Sen o. Arrupe nabrał realnych kształtów w czwartym dekrecie tej kongregacji: Nasz misja dzisiaj: Służba wierze i promocja sprawiedliwości. Dekret ten definiował cel działań jezuitów jak promocja wiary i sprawiedliwości. Wmieszanie religii w politykę zawsze jest kontrowersyjne, tak więc jednoznaczne powiązanie pracy jezuitów z promocją sprawiedliwości było znaczącą deklaracją. Dekret ten był tak gorąco komentowany, iż pod głosowanie trafił w ostatnich dniach kongregacji, tj. 7 marca 1975, i został przyjęty przez zdecydowaną większość delegatów. Postawienie w centrum sprawiedliwości było przyczyną szeregu konfliktów wewnątrz zakonu, w Kościele i pociągało za sobą poważne skutki w świecie. Aby to zrozumieć warto zwrócić uwagę na kontekst reform soboru watykańskiego II i ich zastosowanie w Ameryce Południowej i Centralnej.

## Teologia wyzwolenia
Wprowadzając w życie postanowienia soborowe konferencje biskupów kościołów lokalnych starały się odpowiedzieć na specyficzne problemy i potrzeby swoich wspólnot. Kościołowi w Europie zagrażał wzrastający sekularyzm oraz naukowy i materialistyczny ateizm. Kościół w Azji był świadom swojej odpowiedzialności za dialog międzyreligijny oraz napięć powstających w wieloreligijnym społeczeństwie. Kościół w Ameryce Południowej napotykał ogromne ubóstwo, które zdaniem wielu powodowane było przez dostrzegalną niesprawiedliwość mniejszości posiadającej i kontrolującej większość dóbr i zasobów tego kontynentu. Polemizujący z tym stanem rzeczy teolodzy Ameryki Południowej stawali się coraz bardziej zaangażowani politycznie, często adaptując poglądy marksistowskie. Wielu jezuitów w Ameryce Południowej i Centralnej było świadomych, że Kościół jawił się jako akceptujący nierówności i stanęło w awangardzie tego ruchu. Teologia w tym klimacie ukształtowana zwie się teologią wyzwolenia.
W skrajnych swych przejawach teologia wyzwolenia podporządkowywała Ewangelię rewolucji politycznej, czyniąc z tej pierwszej tylko środek do celu. Fundamentalne pomieszanie nadziei na równość na tym świecie z nadzieją równości w Królestwie Bożym doprowadziło do odrzucenia teologii wyzwolenia przez prefekta Kongregacji Doktryny Wiary, Josefa Ratzingera w latach 80. Zagadnienie to pośrednio objaśnia encyklika już Benedykta XVI, Spe Salvi z 30 listopada 2007.
Pomimo tych poważnych trudności praca jezuitów w Ameryce Południowej przynosiła obfite owoce. Arrupe utrzymywał szczególne relacje z tymi jezuitami, którzy realizowali w praktyce dekret czwarty kongregacji. 20 czerwca 1977 oddział zabójców z Union de Guerreros Blancos zagroził wszystkim 47 jezuitom pracującym w Salwadorze, że mają porzucić pracę z ubogimi i w ciągu miesiąca opuścić kraj. Po rozmowach z ich przedstawicielem, Arrupe odpowiedział, Mogą skończyć jako męczennicy, ale moi kapłani nie zamierzają wyjeżdżać, ponieważ są z ludem. 16 listopada 1989 sześciu jezuitów zostało zamordowanych na jezuickim Uniwersytecie Ameryki Centralnej. Były także inne ofiary wśród kleru świeckiego, jak o. Rutilio Grande, a w końcu arcybiskup Oscar Romero.

## Ostatnie lata
7 sierpnia 1981, po długiej i męczącej podróży na Daleki Wschód o. Arrupe doznał wylewu po wylądowaniu samolotu na lotnisku Fiumicino w Rzymie. Doznał paraliżu prawej strony i był w stanie wypowiedzieć pojedyncze słowa. Z czasem i tę zdolność utracił. Od tej pory mieszkał w infirmerii przy Kurii. Jedynym sposobem komunikacji z bratem infirmarzem było spojrzenie i uścisk dłoni. Arrupe zrezygnował z urzędu w 1983 i był to pierwszy przypadek w historii Towarzystwa Jezusowego, gdy przełożony generalny składał urząd zamiast pełnić go do śmierci (podobnie postąpił jego następca Peter Hans Kolvenbach).
XXXIII Kongregacja Generalna została zwołana, aby wyrazić zgodę na rezygnację Arrupe i ewentualnie wybrać jego następcę. Kongregacja została zwołana przez Paolo Dezzę, późniejszego kardynała, który był delegatem papieskim specjalnie wyznaczonym do przeprowadzenia Towarzystwa do czasu wyboru nowego generała. Sprawowanie 'interregnum' przez delegata papieskiego, a nie przez wikariusza generalnego, jak to wynikało z prawa, budziło w wielu jezuitach silne poczucie „mieszania się” papieża w wewnętrzne sprawy zakonu. Rezygnacja Arrupe została przyjęta przez kongregację 3 września 1983 i rozpoczęto procedurę wyboru nowego przełożonego generalnego, którym został Peter Hans Kolvenbach.
Podczas sesji otwierającej kongregację o. Arrupe został wprowadzony na wózku inwalidzkim i odczytano napisane przez niego słowa:

Bardziej niż kiedykolwiek czuję się w rękach Boga. To jest to, czego pragnąłem od młodości przez całe me życie. Ale teraz jest inaczej; inicjatywa całkowicie należy do Boga. Doprawdy to głębokie doświadczenie duchowe – wiedzieć i czuć się tak całkowicie w rękach Boga.

Podczas długich i cichych lat w infirmerii, lat modlitwy za Towarzystwo, przyjmował Arrupe wiele serdecznych odwiedzin, wśród których szczególne Jana Pawła II i Matki Teresy.
Pedro Arrupe zmarł w Kurii 5 lutego 1991 w 84. roku życia. Jego generalat trwał 18 lat, po czym 8 lat przeżył sparaliżowany, wyłączony z aktywnego życia.
Uroczystości pogrzebowe Arrupe odbyły się w kościele il Gesù pośród tłumu zgromadzonego wewnątrz świątyni, jak i na placu wokół. Uczestniczyło w pogrzebie 10 kardynałów, 20 biskupów, premier Włoch oraz inni religijni i cywilni dygnitarze. Ciało wpierw złożono na Campo Verano, następnie przeniesiono z powrotem do kościoła il Gesù, gdzie złożono je w bocznej kaplicy. W 2007 obchodzono uroczyście setną rocznicę jego urodzin.
Ojciec Arrupe był poliglotą (znał biegle siedem języków poza rodzimym hiszpańskim).
Szereg budynków, instytucji i szkół nosi jego imię, m.in. wyższe szkoły w Fairfield (Connecticut) i w Denver (Kolorado), główne audytorium Uniwersytetu w Guadalajarze. W Polsce jego imię nosi Centrum Kształcenia Liderów i Wychowawców mieszczące się w Warszawie-Falenicy.